# Junakiwka
Junakiwka (ukrainisch Юнаківка; russisch Юнаковка Junakowka) ist ein Dorf in der ukrainischen Oblast Sumy mit mehr als 1'500 Einwohnern. Während des russisch-ukrainischen Krieges weigerten sich etwa 12 Einwohnern der Evakuierung des Dorfes Folge zu leisten (2024).

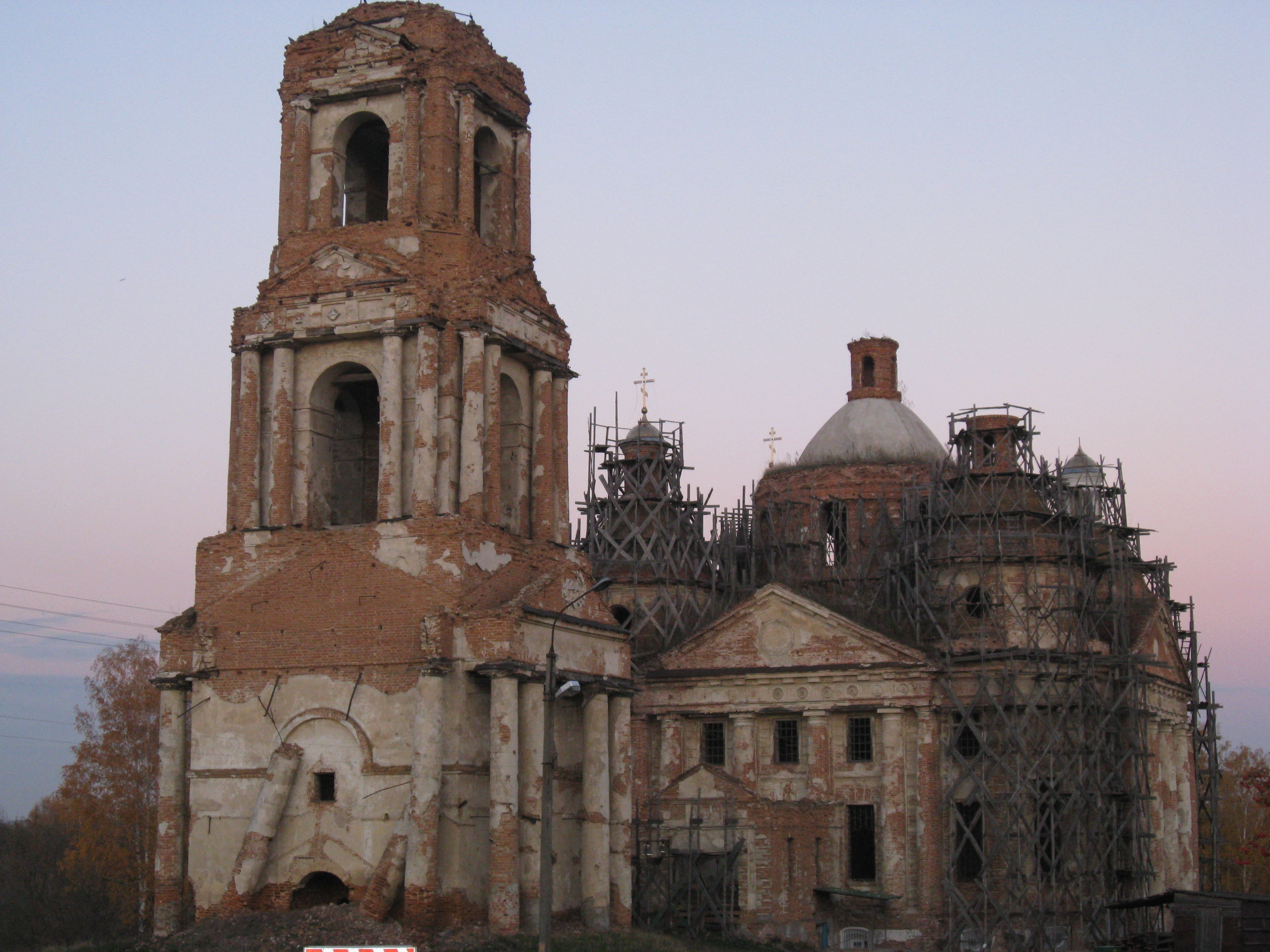
Kirchenruine im Ort

Das 1685 erstmals schriftlich erwähnte Dorf liegt im Rajon Sumy an der Quelle der Loknja (Локня) einem Nebenfluss des Klewen nahe der Grenze zu russischen Oblast Kursk. Durch das Dorf verläuft die Fernstraße N 07, die Kursk mit Sumy verbindet. Das Rajon- und Oblastzentrum Sumy liegt 25 Kilometer südwestlich des Dorfes.

## Verwaltungsgliederung
Am 12. Juni 2020 wurde das Dorf zum Zentrum der neugegründeten Landgemeinde Junakiwka (Юнаківська сільська громада/Junakiwska silska hromada). Zu dieser zählen auch die 9 in der untenstehenden Tabelle aufgelisteten Dörfer sowie die 5 Ansiedlungen Iwolschanske, Kyjanyzja, Mala Kortschakiwka, Marjine und Waratschyne, bis dahin bildete es zusammen mit dem Dorf Sadky die gleichnamige Landratsgemeinde Junakiwka (Юнаківська сільська рада/Junakiwska silska rada) im Nordosten des Rajons Sumy.
Folgende Orte sind neben dem Hauptort Junakiwka Teil der Gemeinde:
| Name                     | Name            | Name                                    |
| ukrainisch transkribiert | ukrainisch      | russisch                                |
| ------------------------ | --------------- | --------------------------------------- |
| Bassiwka                 | Басівка         | Басовка (Bassowka)                      |
| Chrapiwschtschina        | Храпівщина      | Храповщина (Chrapowschtschina)          |
| Iwolschanske             | Іволжанське     | Иволжанское (Iwolschanskoje)            |
| Jabluniwka               | Яблунівка       | Яблоновка (Jablonowka)                  |
| Kortschakiwka            | Корчаківка      | Корчаковка (Kortschakowka)              |
| Kyjanyzja                | Кияниця         | Кияница (Kijaniza)                      |
| Loknja                   | Локня           | Локня                                   |
| Marjine                  | Мар'їне         | Марьино (Marjino)                       |
| Mala Kortschakiwka       | Мала Корчаківка | Малая Корчаковка (Malaja Kortschakowka) |
| Mohryzja                 | Могриця         | Могрица (Mogriza)                       |
| Nowa Sitsch              | Нова Січ        | Новая Сечь (Nowaja Setsch)              |
| Nowenke                  | Новеньке        | Новенькое (Nowenkoje)                   |
| Sadky                    | Садки           | Садки (Sadki)                           |
| Waratschyne              | Варачине        | Варачино (Waratschino)                  |